# SAIDI
SAIDI (System Average Interruption Duration Index) patří mezi základní ukazatele spolehlivosti dodávky elektrické energie. Ukazatel SAIDI představuje průměrnou systémovou dobu trvání přerušení dodávky elektrické energie. Pro výpočet platí vztah:
{\displaystyle {\mbox{SAIDI}}={\frac {\sum {t_{i}N_{i}}}{N_{T}}}}
kde {\displaystyle N_{i}}  je počet odběratelů postižených {\displaystyle i}-tým přerušením dodávky elektrické energie,  {\displaystyle t_{i}}  je doba trvání {\displaystyle i}-tého přerušení dodávky elektrické energie a {\displaystyle N_{T}} je celkový počet odběratelů. 
{\displaystyle {\mbox{SAIDI}}={\frac {\mbox{součet doby trvání přerušení dodávky elektřiny jednotlivých odběratelům}}{\mbox{celkový počet odběratelů}}}}
SAIDI se měří v jednotkách času (minuty) a hodnoceným obdobím je zpravidla jeden kalendářní rok. Energetický regulační úřad na svých stránkách každoročně zveřejňuje zprávy o kvalitě obsahující vyhodnocení tohoto ukazatele.